# Механика головного мозга
«Механика головного мозга» (другое название — «Поведение человека и животных») — советский чёрно-белый документальный фильм режиссёра Всеволода Пудовкина. Премьера фильма состоялась 20 ноября 1926 года в СССР. Участник 47-го Берлинского международного кинофестиваля (1997) и кинофестиваля в Локарно (1990).

## Сюжет
Популяризация учения академика Ивана Петровича Павлова об условном рефлексе. Начиная с опытов над собаками и обезьянами, учёные постепенно переходят к наблюдению за людьми.
В 1925 году я получил первую самостоятельную постановку. Это был фильм «Механика головного мозга», излагавший в популярной форме сущность учения и опытов И. П. Павлова. Снова столкнулся я с областью научного мышления, от которой отошёл в своё время, но эта встреча не вызвала во мне противоречий. Киноаппарат со своим всюду проникающим глазом, возможности монтажа, позволяющие склейкой кусков вскрывать связь между отдельными явлениями действительности, казались мне не только средством для описания уже проделанных экспериментов, но сами подсказывали возможности для новых, самостоятельных опытов.Всеволод Пудовкин. Как я стал  режиссёром.
Не приходится говорить о колоссальной общественно-воспитательной ценности предпринимаемой работы. Каждому ясно значение пропаганды идей, подводящих материалистическую базу под область, до сих пор неизбежно связанную с понятием «духа».Из беседы с режиссёром Пудовкиным. «Киногазета» 28 июля 1925 г.

## Критика
Я думал, что получится вульгаризация, а этого не получилось.И. П. Павлов
Доводилось, слышать, что выпущенный студией «Межрабпом-Русь» фильм «Механика головного мозга» (режиссёр Пудовкин) априори был объявлен убыточным (хотя и обошелся всего лишь в 30 000), а это означает, что в ведущих кинотеатрах страны его вообще нельзя будет увидеть.Владимир Ерофеев. О фильмах второго сорта. — «Советский экран», 1926, № 29.